# Gongylanthus ericetorum
Gongylanthus ericetorum är en bladmossart som först beskrevs av Giuseppe Raddi, och fick sitt nu gällande namn av Christian Gottfried Daniel Nees von Esenbeck. Gongylanthus ericetorum ingår i släktet Gongylanthus och familjen Arnelliaceae. Inga underarter finns listade i Catalogue of Life.